# Horriwil
Horriwil est une commune suisse du canton de Soleure, située dans le district de Wasseramt.